# Estación Franklin (San Martín)
Benjamín Franklin es una estación ferroviaria ubicada en la localidad del mismo nombre, partido de San Andrés de Giles, Provincia de Buenos Aires, Argentina.

## Servicios
Por sus vías corren trenes de carga de la empresa estatal Trenes Argentinos Cargas.
El servicio diario Retiro - Junín de la empresa estatal Trenes Argentinos Operaciones presta parada en esta estación.

## Historia
En el año 1884 fue inaugurada la Estación, por parte del Ferrocarril Buenos Aires al Pacífico, en el ramal Retiro-Junín.La estación del ferrocarril fue levantada sobre tierras pertenecientes a la Estancia San Jacinto, propiedad de Saturnino Unzué, siendo la segunda estación del partido después de la de Azcuénaga.
El 11 de septiembre de 2017, comienza a prestar parada en esta estación el servicio Retiro- Junín de la empresa estatal Trenes Argentinos Operaciones.